# Oberführer

Límcové označení SS-Oberführera

Oberführer byla paramilitární hodnost nacistické strany datována zpět do roku 1921 a lze ji přeložit jako "starší vůdce". Příslušník v hodnosti Oberführer byl typický člen nacistické strany, který měl na starost velení skupiny paramilitárních jednotek v jednotlivých geografických regionech. Mezi léty 1921 až 1925 byl výraz Oberführer používán jako název funkce u jednotek Sturmabteilung (SA), ale skutečnou hodností SA se stala až po roce 1926.
Oberführer byla také hodností Schutzstaffel (SS), která byla založena v roce 1925 jako hodnost důstojníků SS, kteří byli ve velení SS-Gaue (Okresů SS) na území Německa. V roce 1930 proběhla rozsáhla reorganizace SS a jednotky byly přeměněny na SS-Gruppen a SS-Brigaden (Skupiny SS a brigády SS). Hodnost Oberführer se tak stala podřízenou hodnosti vyšší hodnosti Brigadeführer.
Od roku 1932 byla hodnost Oberführer užívána jak jednotkami SS tak i SA a začala být považována za první důstojnickou generálskou hodnost srovnatelnou přibližně s britskou hodnost brigadier.
Límcové označení Oberführera bylo tvořeno dvěma dubovými ratolestmi nošenými na obou stranách límce uniformy a generálskými nárameníky. V roce 1938 se postavení Oberführera změnilo poté, co byly Verfügungstruppe přeměněny na Waffen-SS. Od té doby byla hodnost Brigadeführer považována za ekvivalent pro armádní hodnost generálmajor, Standartenführer pro armádního plukovníka, avšak Oberführer neměl žádný ekvivalent v armádě a tak začal být brzo považován za hodnost staršího plukovníka.